# Rhagodes caucasicus
Rhagodes caucasicus es una especie de arácnido  del orden Solifugae de la familia Rhagodidae.

## Distribución geográfica
Se encuentra en Armenia y Azerbaiyán.